# Scharnhorst (1935)
Scharnhorst byl bitevní křižník sloužící v německé Kriegsmarine. Pojmenován byl podle pruského generála Gerharda von Scharnhorst. Sesterskou lodí byla Gneisenau. V polovině roku 1939 byl přestavěn (hlavní stěžeň byl posunut více dozadu a příď byla prodloužena).

## Stavba
Scharnhorst byla první loď německého námořnictva, která šla od začátku výrazně nad limity Versaillesské smlouvy. Původně měl být výtlak lodi asi 18 000 tun, ale v reakci na stavbu francouzských bitevních lodí třídy Dunkerque byla stavba v červenci 1934 ukončena a začala znovu zhruba o rok později jako jiná konstrukce s oficiální tonáží 26 000 tun. Nový návrh Scharnhorstu poskytl dobrou pancéřovou ochranu a vysokotlaké parní turbíny mu daly vynikající rychlost. Kýl byl položen 15. června 1935 a spuštění na vodu proběhlo 3. října 1936. Německé Kriegsmarine byl Scharnhorst předán 7. ledna 1939. Kvůli skluzu způsobenému na počátku stavby bylo dokončení zpožděna a námořnictvo tak převzalo Scharnhorstovu sesterskou loď Gneisenau dříve. Vzhledem k tomu bývá třída Scharnhorst označovaná (hlavně v anglosaských zemích) i jako třída Gneisenau.

## Služba
Bitevní křižník Scharnhorst, sesterská loď bitevního křižníku Gneisenau, byl postaven v roce 1935 a na vodu spuštěn o rok později. Patřil k největším a nejmodernějším německým hladinovým lodím, přičemž byl projektován jako bitevní křižník, který měl v nadcházející válce napadat konvoje v Atlantiku, protože námořní převaha Velké Británie byla na rovnocenné střetnutí hladinových lodí příliš veliká.
Scharnhorst se zúčastnil několika bojových akcí, pod velením Otto Ciliaxe bojoval v rámci operace Weserübung při vpádu do Norska v roce 1940 spolu se sesterskou lodí Gneisenau a těžkým křižníkem Admiral Hipper. Operace tehdy skončila neslavně, Admiral Hipper byl těžce poškozen srážkou s britským torpédoborcem Glowworm, načež se německá eskadra střetla s bitevním křižníkem HMS Renown, v němž Scharnhorst utrpěl těžká poškození a početně silnější eskadra nakonec ustoupila.
Němci se ovšem nemínili spokojit s takto chatrným výsledkem a brzy se Scharnhorst zúčastnil další akce, při níž v uskupení s Gneisenauem 8. června 1940 potopil letadlovou loď HMS Glorious a spolu s ní torpédoborce HMS Ardent a Acasta, evakuující anglické letecké síly ze severu Norska. Scharnhorst ovšem utrpěl zásah torpédem a po skončení norského tažení se přesunul do Německa na opravy.
Od 22. ledna do 22. března 1941 Scharnhorst a Gneisenau operovaly v Atlantiku, kde společně potopily 22 lodí o tonáži 116 000 BRT, a dále ohrožovaly britské konvoje. Poté byly zakotveny v Brestu ve Francii, kde se staly terčem opakovaných leteckých útoků. Z Brestu se jim podařilo uniknout 11. února 1942 při operaci Cerberus za mohutného krytí všech složek německé armády. Obě lodě sice dopluly do Německa, ale Scharnhorst utrpěl další poškození a byl opravován až do března roku 1943.
V dubnu 1943 se Scharnhorst vydal na sever do norských vod, kde se k němu připojil Tirpitz.
Jedinou jejich společnou akcí bylo rozstřílení meteorologické stanice spojenecké základny na Špicberkách 8. září 1943. Když byl Tirpitz později poškozen, Scharnhorst se stal v severních vodách jedinou německou bojeschopnou hladinovou lodí. Jeho účinnost však byla minimální a Hitlerovi, stejně jako německému velení námořnictva už docházela trpělivost.

### Bitva u Severního mysu
Na kapitánské místo byl dosazen kontradmirál Erich Bey, který dostal 25. prosince 1943 rozkaz zaútočit na spojenecký konvoj JW 55B. Rozkaz byl však dekódován a Britové proti Scharnhorstu poslali silnou skupinu válečných lodí. Lodě HMS Belfast, HMS Norfolk, a HMS Sheffield dorazily před hlavními silami a držely Scharnhorst od konvoje. Poté se Scharnhorst vydal zpět na základnu do Norska, byl však odříznut bitevní lodí HMS Duke of York s jejími torpédoborci a křižníky. Po třech hodinách byl Scharnhorst v bitvě u Severního mysu potopen. Přežilo jen 36 námořníků.

### Nalezení vraku
V září roku 2000 byl potopený Scharnhorst objeven norskou expedicí na mořském dně na souřadnicích 72°16′ s. š., 28°41′ v. d..

## Galerie

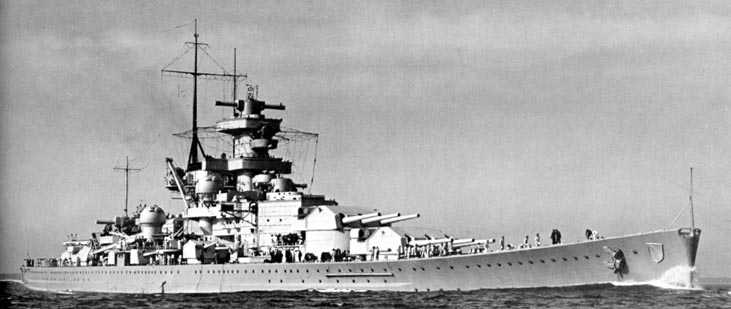
Ještě před přestavbou
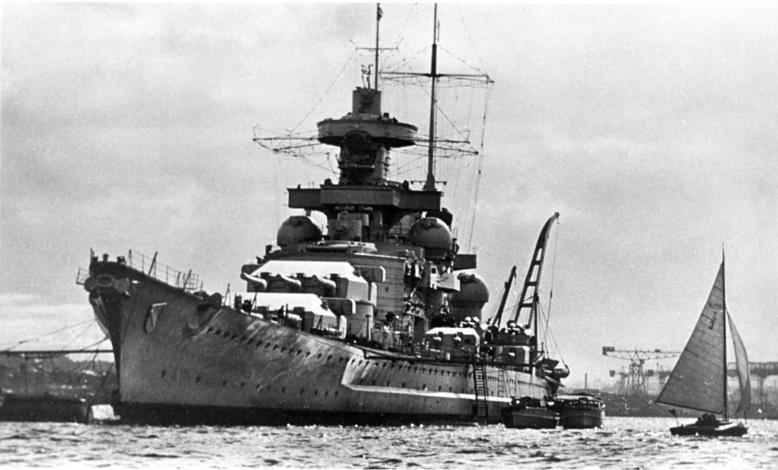
Po přestavbě
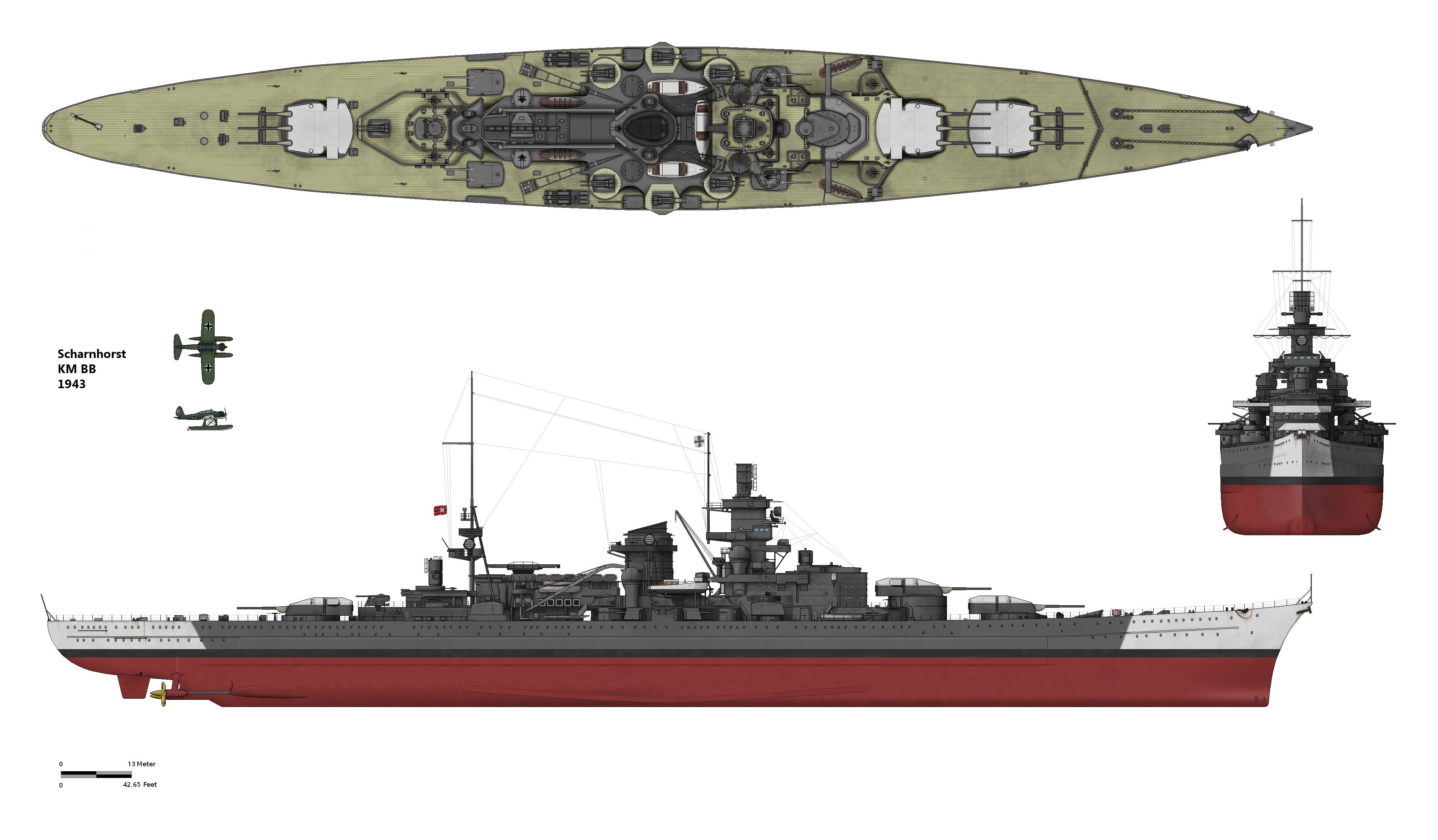
1943
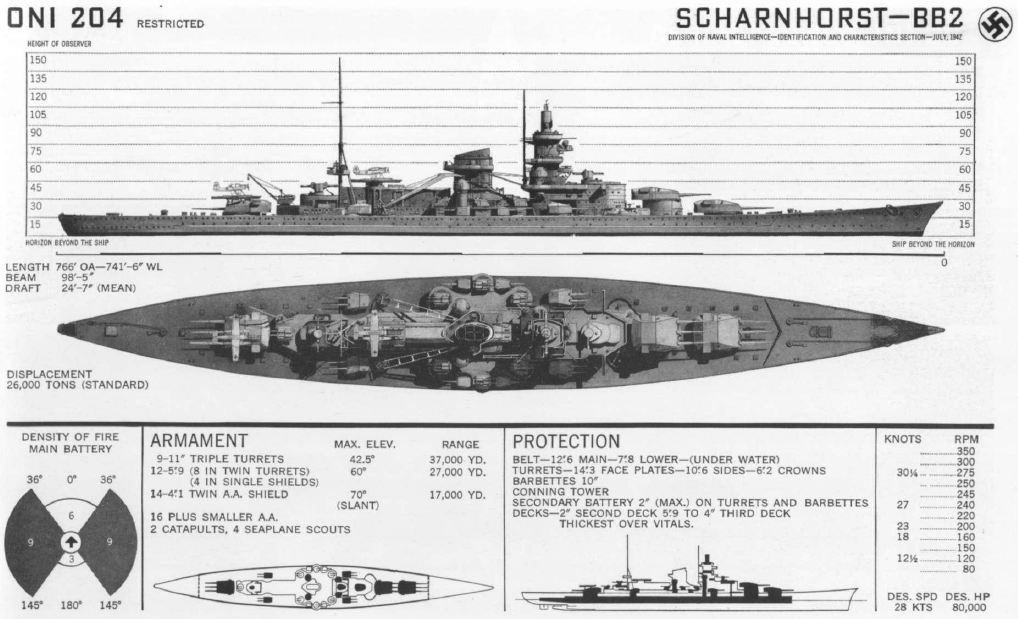
Z identifikační knihy US Navy